# Hydropsyche marqueti
Hydropsyche marqueti là một loài Trichoptera trong họ Hydropsychidae. Chúng phân bố ở miền Tân bắc.